# Towers Watson
Towers Watson (NYSE: TW, NASDAQ : TW) est un cabinet de conseil mondial. Ses principales lignes d'activité sont le conseil en ressources humaines et en gestion des risques. Le cabinet a également une forte branche de conseil en actuariat et investissement. Son siège social est à New York aux États-Unis.

## Histoire
Towers Perrin et Watson Wyatt & Company ont fusionné en 2009 pour former une nouvelle société, Towers Watson & Co., au chiffre d'affaires annuel de plus de 3 milliards de dollars.
En juillet 2015, Towers Watson fusionne avec le courtier en assurance Willis Group. Dans un nouvel ensemble appelé, Willis Towers Watson, dont les actionnaires de Willis Group auront 50,1 % des parts contre 49,9 % pour ceux de Tower Watson. Son siège social sera situé en Irlande pour des raisons fiscales. L'ensemble devrait avoir un chiffre d'affaires de 8,2 milliards de dollars avec 39 000 employés.